# Старотазларово
Старотазларово (баш. Иҫке Тазлар) — деревня в Бураевском районе Республики Башкортостан Российской Федерации. Входит в состав  Тазларовского сельсовета.

## География

### Географическое положение
Расстояние до:
- районного центра (Бураево): 16 км,
- центра сельсовета (Новотазларово): 3 км,
- ближайшей ж/д станции (Янаул): 84 км.

## Население
| 2002 | 2009 | 2010 |
| ---- | ---- | ---- |
| 252  | ↘226 | ↘221 |

Согласно переписи 2002 года, преобладающая национальность — башкиры (96 %).